# Жан II д’Арманьяк
Жан II Горбатый (фр. Jean II le Bossu; ок. 1333 — 26 мая 1384) — граф д’Арманьяк, де Фезансак, де Родез и де Шароле, виконт де Ломань и д’Овиллар, сын Жана I, (1305—1373), графа д’Арманьяка, де Фезансака и де Родеза, виконта де Ломаня и д’Овиллара, и Беатриссы де Клермон (1310—1364), старшей дочери Жана де Клермона (1283—1316), сеньора де Шароле и де Сен-Жюста, и Жанны († после 1348), дамы д’Аржи и де Катё, наследницы сеньории Шароле.

## Биография
При жизни своего отца он носил титул сеньора, а позже — графа де Шароле, который получил от матери, и управлял Ломанем, переданным ему в апанаж родителями.
С 1351 года он принимал активное участие в сражениях Столетней войны, сражаясь то под командованием своего отца (в том числе поход в Прованс в 1358 году, и в Кастилию в 1361 году), то своего сеньора по землям в Шароле — Филиппа, герцога Бургундии, то своего зятя, Жана, герцога де Берри, а то и самого короля (в том числе он выступал как посредник между королём и Большими Компаниями). Он предпочитал вербовать для войны Большие Компании (среди которых пользовался большим авторитетом), чем набирать на своих землях многочисленную, но малоэффективную армию, которой постоянно грозили чума и голод.
В 1352-53 гг. воевал в Пруссии.
В отличие от своего отца, ему, как сеньору де Шароле, не пришлось испытать унижение в результате мирного договора в Бретиньи (1360 год), и приносить оммаж своим многолетним противникам: Эдуарду III, королю Англии, и его сыну Эдуарду, принцу Уэльскому и герцогу Аквитании.
Тем не менее, он был первым, и долгое время единственным, кто поддержал апелляцию своего отца к Карлу V, королю Франции, против действий принца Уэльского, которая в итоге привела к освобождению Гаскони от англичан.
В начале его правления ему было поручено управление Лангедоком.
В 1379 году он заключил мир с Гастоном III, графом де Фуа, закрепив его браком своей дочери, Беатриссы, с сыном Гастона Феба. Таким образом был завершен 89-летний конфликт между двумя наиболее мощными семьями юга Франции, сопровождающийся беспрерывными войнами.
В 1380 году он поддержал возмущение дворян графства Комменжа против Жанны, их графини, вошёл в Комменж, захватил Жанну и поместил её в своем замке Овиллар, а затем заключил её в замке Лектура.
Замешанный в интриги своего зятя, герцога де Берри, против его брата, всемогущего герцога Бургундии, Жан II был вызван к французскому двору, чтобы дать показания по следующим обвинениям:
что он искал союза с Англией;
что он был заодно с Большими Компаниями;
что он пытался разделить Лангедок с графом де Фуа.
Процесс так и не начался, так как Жан II умер в Авиньоне, по дороге в Париж.

## Семья и дети
4 (21) ноября 1359 года он женился на Жанне де Перигор, дочери Роже Бернара, графа де Перигора, и Леоноры де Вандом. От этого брака у них были дети:
- Жан III (ок. 1359—1391), граф д’Арманьяк, и т. д.
- Бернар VII (ок. 1363—1418), граф д’Арманьяк, и т. д., коннетабль Франции
- Беатрисса д’Арманьяк, прозванная Веселая Арманьячка (фр. la gaye Armagnageoise), (ок. 1365 — ??), жена Гастона де Фуа-Беарна († 1381), затем, с 27 января 1382 г., Карло Висконти, сеньора Пармы.

Известны его побочные дети:
- Жан, бастард д’Арманьяк († 8 октября 1409), c 1387 года епископ Манда, и прим. с 1390 года архиепископа Оша. В 1401 году он упоминается среди советников короля Карла VI. Считается, что антипапа Бенедикт XIII сделал его кардиналом, но это не точно. Последовал в изгнание вслед за Бенедиктом и умер в Перпиньяне.
- Бертран, бастард д’Арманьяк († 1403), капитан замка Вилье в Арманьяке. Умер в Бордо, где находился в плену. Возможно, он стал родоначальником сеньоров де Сен-Кристи.

## Примечание
1. ↑  W. Paravicini, Die Preußenreisen des europäischen Adels, Teil 1, стр. 149. Дата обращения: 7 января 2018. Архивировано 26 ноября 2017 года.